# Harman (Virginia Occidental)
Harman es un pueblo ubicado en el condado de Randolph en el estado estadounidense de Virginia Occidental. En el Censo de 2010 tenía una población de 143 habitantes y una densidad poblacional de 170,94 personas por km².

## Geografía
Harman se encuentra ubicado en las coordenadas 38°55′16″N 79°31′28″O / 38.92111, -79.52444. Según la Oficina del Censo de los Estados Unidos, Harman tiene una superficie total de 0.84 km², de la cual 0.84 km² corresponden a tierra firme y (0%) 0 km² es agua.

## Demografía
Según el censo de 2010, había 143 personas residiendo en Harman. La densidad de población era de 170,94 hab./km². De los 143 habitantes, Harman estaba compuesto por el 100% blancos, el 0% eran afroamericanos, el 0% eran amerindios, el 0% eran asiáticos, el 0% eran isleños del Pacífico, el 0% eran de otras razas y el 0% pertenecían a dos o más razas. Del total de la población el 0% eran hispanos o latinos de cualquier raza.